# 크리스티나 코멘치니
크리스티나 코멘치니(Cristina Comencini, 1956년 5월 8일 ~ )는 이탈리아의 영화 감독, 각본가, 소설가이다.

## 출연 작품
- 필 유어 메모리즈 (2019)
- 막다른 골목의 추억 (2018)
- 완벽한 남자 (2016)
- 라틴 러버 (2015)
- 웬 더 나이트 (2011)
- 왓 두 유 노우 어바웃 미 (2009)
- 화이트 앤드 블랙 (2008)
- 마음 속의 야수 (2005)
- 더 베스트 데이 오브 마이 라이프 (2002)
- 메리지 (1998)
- 동물원 (1989)